# Jaromír Mixa
Jaromír Mixa (* 29. října 1946) je bývalý český fotbalista, obránce. Po skončení aktivní kariéry působil jako trenér.

## Fotbalová kariéra
V československé lize hrál v letech 1971-1979 za TJ Sklo Union Teplice. Nastoupil ve 189 ligových utkáních. Svůj jediný ligový gól dal až ve svém 132. ligovém utkání. Do Teplice přišel z Ústí nad Labem.

## Ligová bilance
| Ročník                                   | Zápasy | Góly | Klub          |
| ---------------------------------------- | ------ | ---- | ------------- |
| 1. československá fotbalová liga 1971/72 | 29     | 0    | TJ SU Teplice |
| 1. československá fotbalová liga 1972/73 | 27     | 0    | TJ SU Teplice |
| 1. československá fotbalová liga 1973/74 | 25     | 0    | TJ SU Teplice |
| 1. československá fotbalová liga 1974/75 | 24     | 0    | TJ SU Teplice |
| 1. československá fotbalová liga 1975/76 | 23     | 0    | TJ SU Teplice |
| 1. československá fotbalová liga 1976/77 | 26     | 1    | TJ SU Teplice |
| 1. československá fotbalová liga 1977/78 | 27     | 0    | TJ SU Teplice |
| 1. československá fotbalová liga 1978/79 | 8      | 0    | TJ SU Teplice |
| CELKEM                                   | 189    | 1    |               |

## Trenérská kariéra
V lize v sezóně 1983-1984 působil jako asistent trenéra TJ Sklo Union Teplice, na konci jara vedl tým jako hlavní trenér. Znovu trénoval Teplice v letech 1989-1991.